# 鑽石求千金
鑽石求千金（The Bachelor）是美國的一個電視真人秀約會遊戲節目，自2002年3月25日開始在ABC播出，節目的主持人是克里斯·哈里森，製作人和導演是麥克·弗雷斯（Mike Fleiss）。該節目已在世界各地播出並製作當地版本。